# Junín de los Andes
Junín de los Andes är en stad i västra Argentina.
I kyrkan Santuario Nuestra Señora de las Nieves y Beata Laura Vicuña vördas den saligförklarade Laura Vicuñas reliker.

## Bilder

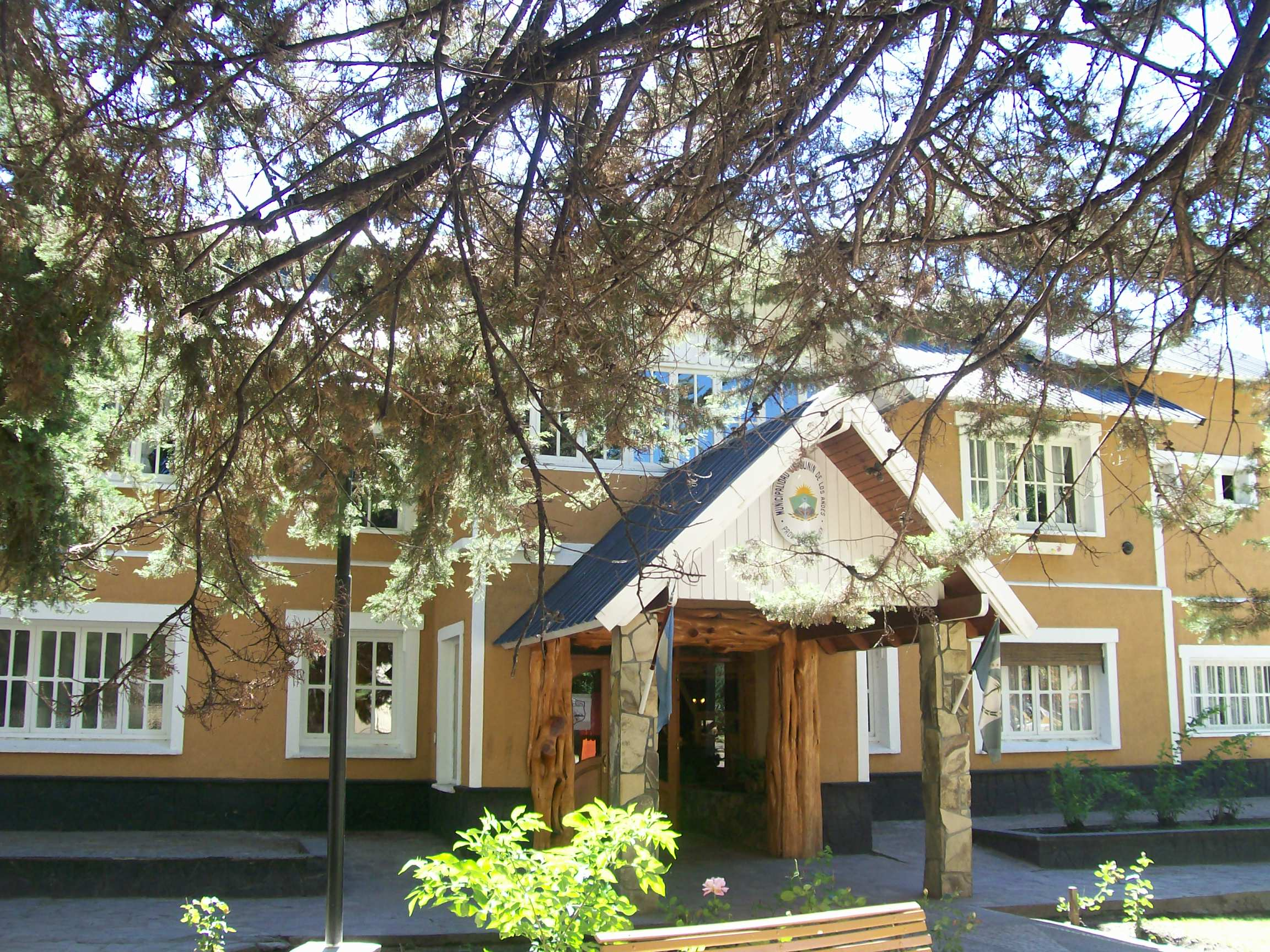
Stadshuset
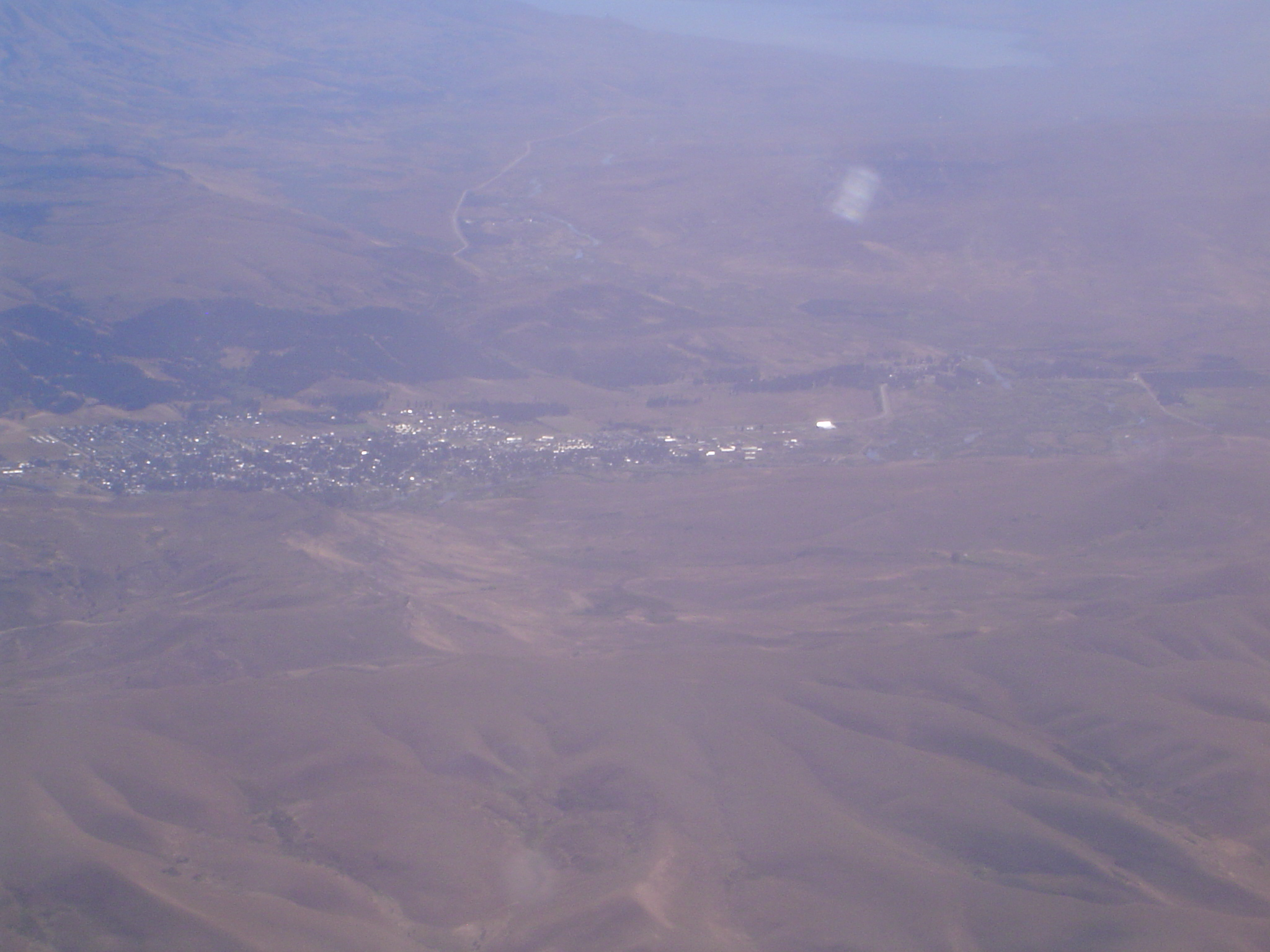
Flygbild